# Condado de Pulaski (Geórgia)
O Condado de Pulaski é um dos 159 condados do Estado americano de Geórgia. A sede do condado é Hawkinsville, e sua maior cidade é Hawkinsville. O condado possui uma área de 647 km², uma população de 9 588 habitantes, e uma densidade populacional de 15 hab/km² (segundo o censo nacional de 2000). O condado foi fundado em 13 de dezembro de 1808.